# Província de Chiloé
La província de Chiloé és una província de Xile formada per gairebé la totalitat de l'Arxipèlag de Chiloé, el qual està compost per l'illa Gran de Chiloé i més de 40 illes més petites, amb una superfície de 9.181 km² i 149.502 habitants. Està situada a la X Regió de Los Lagos i la seva capital és la ciutat de Castro.

## Departaments
- Ancud (des de 1937)
- Castro (des de 1937)
- Quinchao (restituït 1937)
- Palena (1959)

## Departaments anteriors
- Ancud (1834-1928)
- Chacao (1834-1855)
- Dalcahue (1834-1855)
- Castro (1834-1928)
- Chonchi (1834-1855)
- Lemuy (1834-1855)
- Achao (1834-1855)
- Quenac (1834-1855)
- Carelmapu (1834-1861)
- Calbuco (1834-1855)
- Quinchao (1855-1928)

## Delegacions de la Província de Chiloé
- Ancud (1826)
- Chacao (1826)
- Dalcahue (1826)
- Castro (1826)
- Chonchi (1826)
- Lemuy (1826)
- Achao (1826)
- Quenac (1826)
- Carelmapu (1826)
- Calbuco (1826)

## Història
La Província de Chiloé es va crear amb les lleis federals, el 30 d'agost de 1826, junt amb altres 7 províncies (de Coquimbo, d'Aconcagua, de Santiago, de Colchagua, de Maule, de Concepción (Xile) i de Valdívia).
En la Constitució de 1828, es va establir la divisió de Xile en 8 proíncies que afegia a les set anteriors la província de Chiloé.
Per llei del 4 de juliol de 1834, la província de Chiloé es va dividir en 10 departaments. La seva capital va ser la ciutat d'Ancud, que fins aquella data es deia San Carlos de Chiloé.
Durant la dècada de 1970 es van crear les regions de Xile i entre elles la Regió de Los Lagos, amb les províncies de Chiloé, Llanquihue, Osorno, Palena i de Valdivia.

## Comunes
La província està constituïda per 10 comunes: 
- Ancud,
- Castro,
- Chonchi,
- Curaco de Vélez,
- Dalcahue,
- Puqueldón,
- Queilén,
- Quellón,
- Quemchi i
- Quinchao

## Galería d'imatges

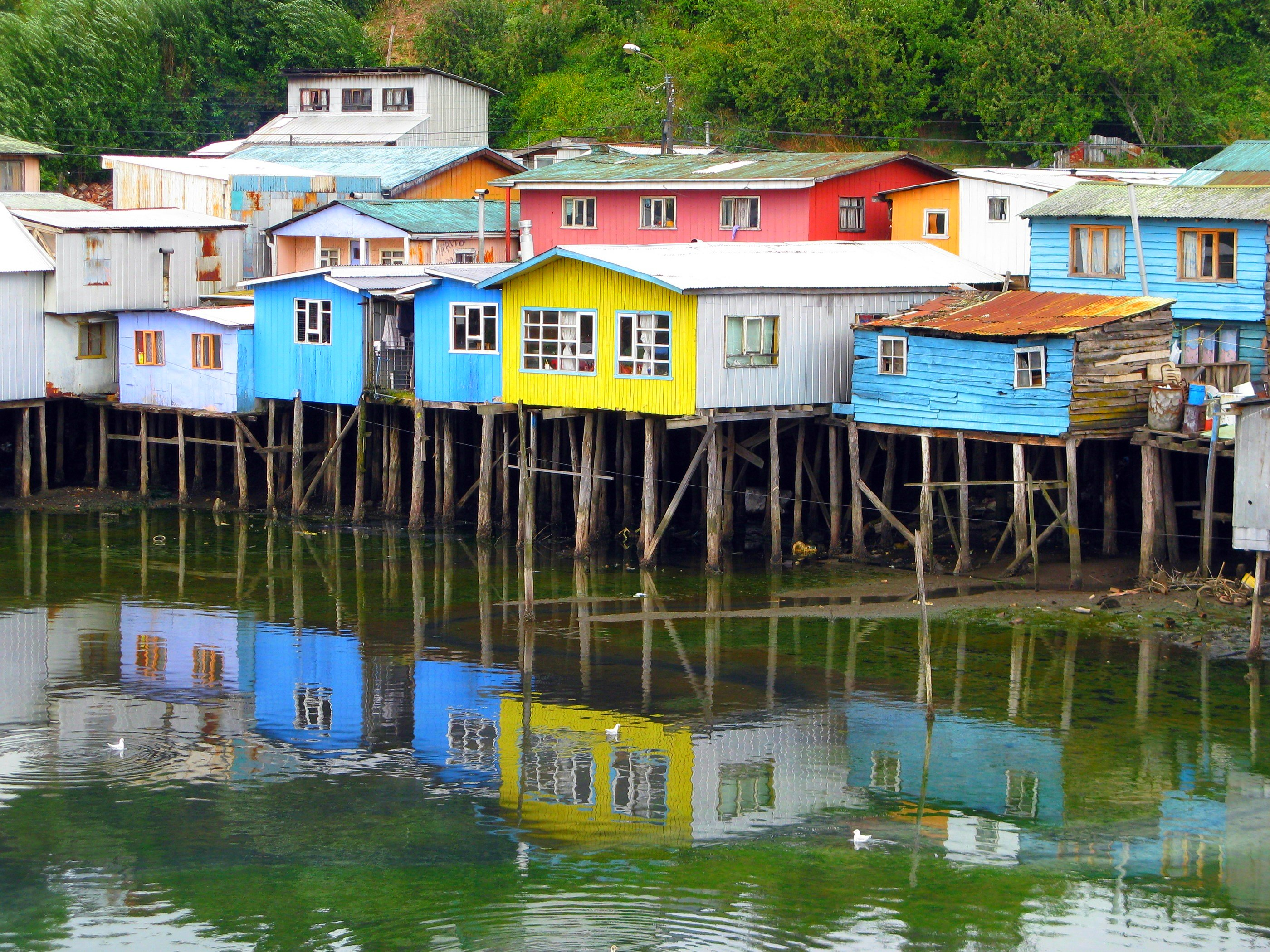
Palafits a Castro.
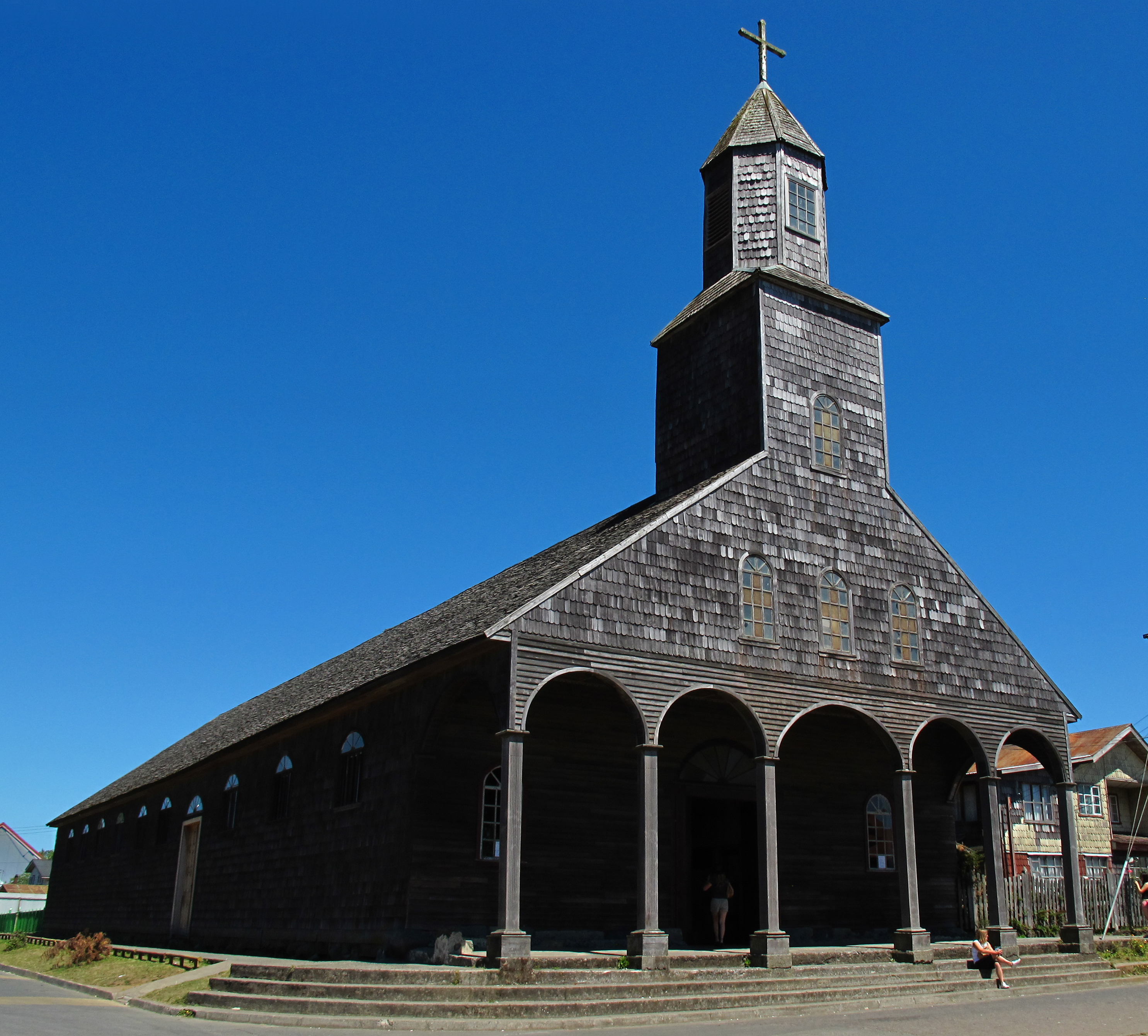
Església de Santa María de Loreto d'Achao, illa de Quinchao.
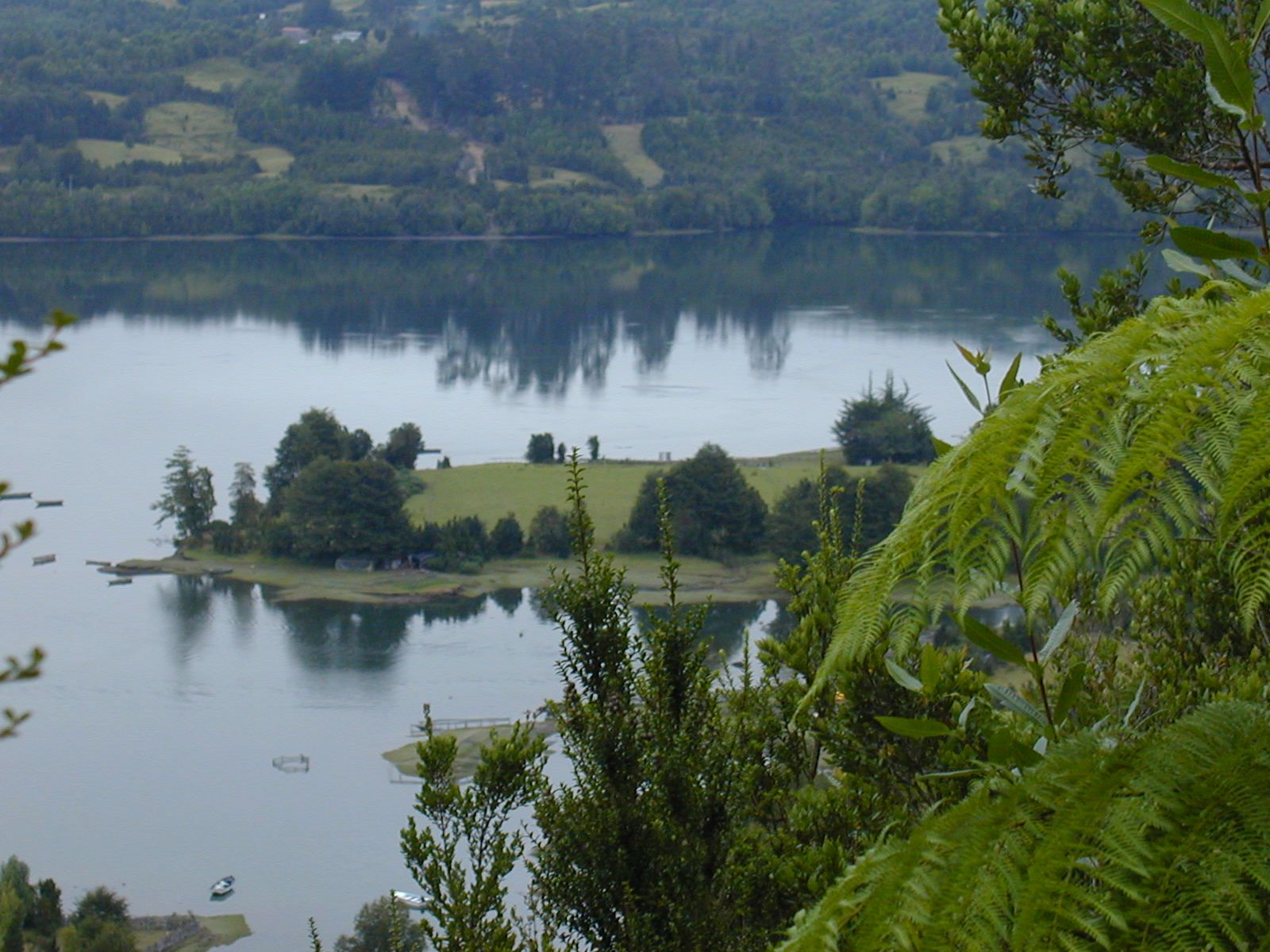
Paisatge típico de Chiloé.
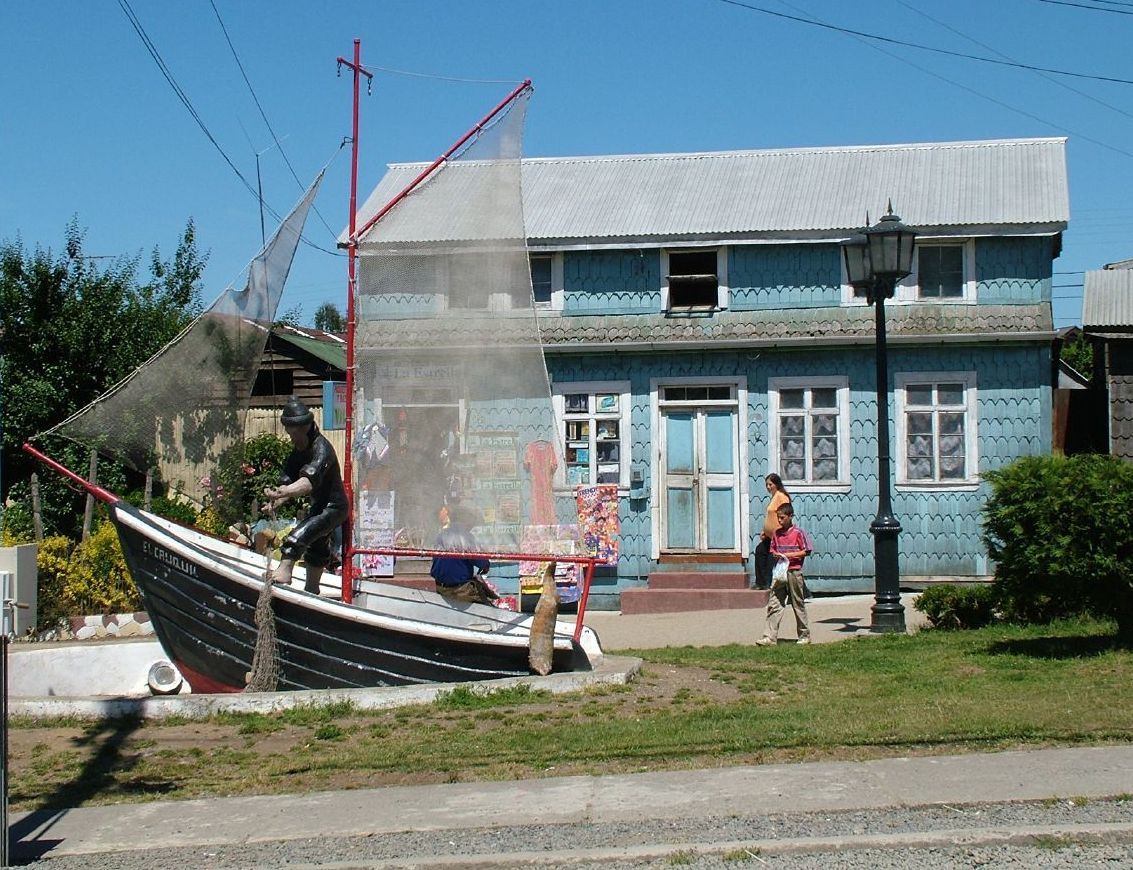
Monument als pescadors de Dalcahue.
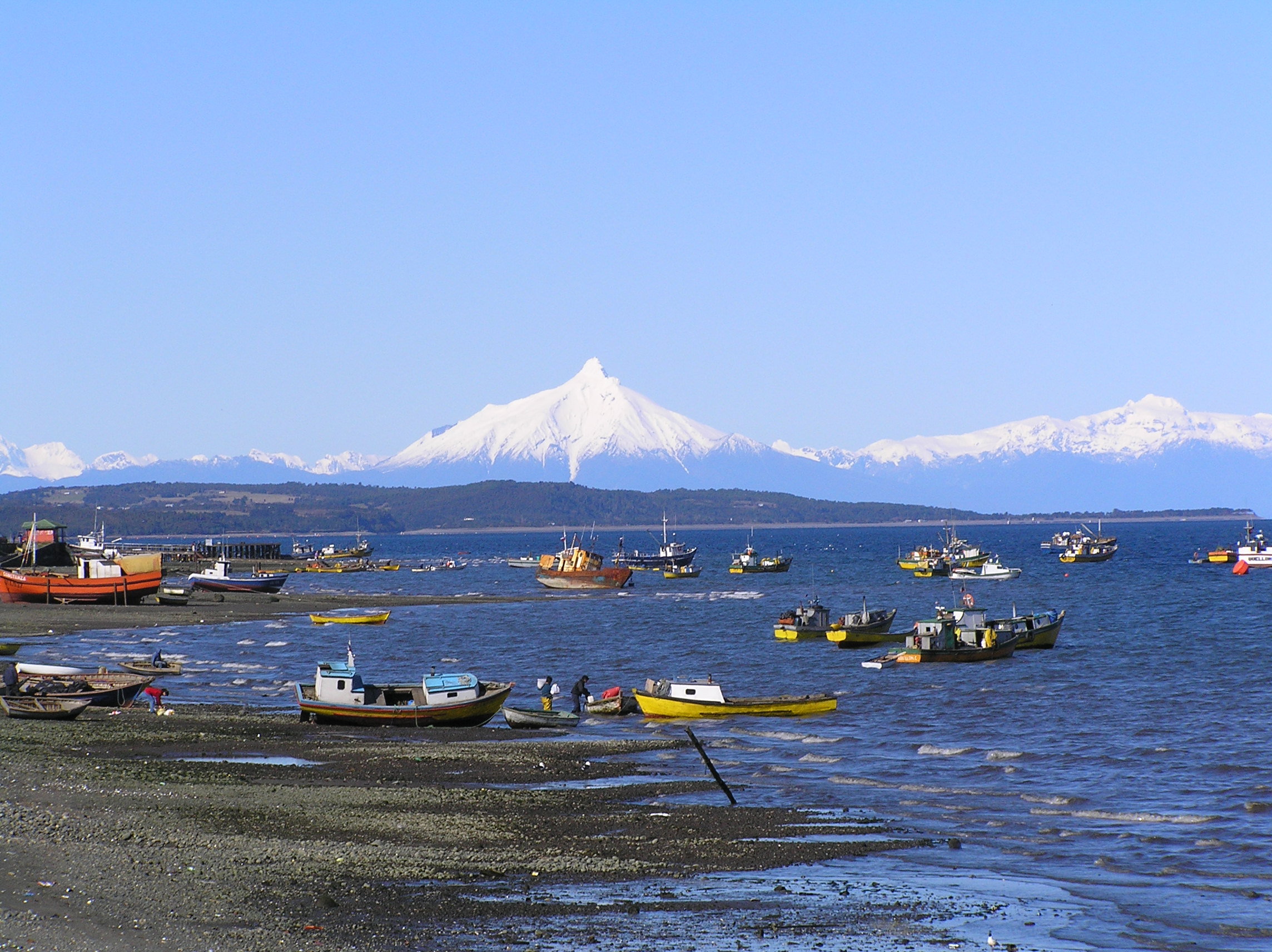
Costanera de Quellón, amb el volcà Corcovado i els Andes.